# Strefa stagnacji wód podziemnych
Strefa stagnacji, strefa o zredukowanej wymianie – jedna ze stref dynamiki wód podziemnych, w której woda pozostaje w bezruchu. 
Woda pozostaje w stanie spoczynku (tzw. woda stagnacyjna) z powodu braku zasilania i braku drenażu. Nie uczestniczą one w cyklu hydrologicznym. 
Wodami stagnacyjnymi są wody reliktowe (szczególnie głębinowe), które są odizolowane od innych obiektów hydrograficznych. W bezruchu pozostają także wody w zbiornikach podziemnych. Często są to wody o wysokiej mineralizacji (wody mineralne). Wody pozostające w stanie spoczynku stanowią około 55% zasobów wód podziemnych. Czas wymiany wody w wodach stagnujących sięga czasami kilkudziesięciu milionów lat, dlatego są one uznawane za nieodnawialne.